# Saint-Pierre-d’Eyraud
Saint-Pierre-d’Eyraud – miejscowość i gmina we Francji, w regionie Nowa Akwitania, w departamencie Dordogne.
Według danych na rok 1990 gminę zamieszkiwało 1476 osób, a gęstość zaludnienia wynosiła 56 osób/km² (wśród 2290 gmin Akwitanii Saint-Pierre-d’Eyraud plasuje się na 286. miejscu pod względem liczby ludności, natomiast pod względem powierzchni na miejscu 343.).